# Греть покойников

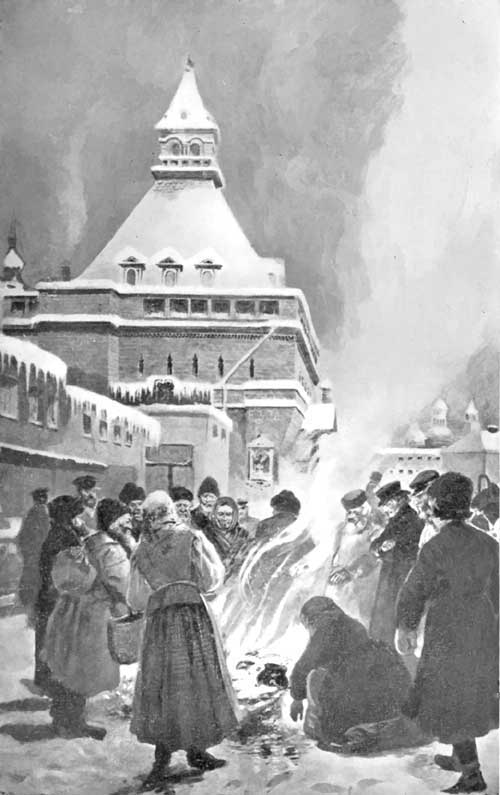
Рождественский костёр

Греть покойников — поминальный обычай возжигания костра. Цель обряда — «передать» тепло умершим предкам. В Воронежской, Курской, Орловской, Тамбовской губерниях ещё в XIX веке однодворцы жгли костры ранним утром в Сочельник или на Рождество (Коляду), кое-где также на Новый год и Крещенье.

## Другие названия
рус. греть родителей, жечь перины, жечь катяшки, окуривание родителей, рождественский костёр, Христу ножки посогреть, жечь пурину; бел. каб душачкі маглі абагрэцця; укр. гріти діда, гріти душі на небі; серб. душа прилази ватру да се греjе; болг. греене на мъртвите; пол. żeby umarli mogli się ogrzać.

## Южновеликорусский обряд
В Курской губернии костёр делался посреди двора из навоза, соломы из постелей, бросали в него зерно и корм для живности, немного ладана. Считается, что в это время усопшие родители приходят обогреваться и что от этого огня пшеница народится ярая (красная). Во время горения костра стояли молча, вспоминая родителей и произнося про себя молитву.

В первый день Рождества среди дворов сваливается и зажигается воз соломы, в той слепой уверенности, что умершие в это время встают из могил и приходят греться. Все домашние при этом обряде стоят кругом в глубоком молчании и сосредоточенном молитвенном настроении. Зато в других местах около этих костров, взявшись за руки, весело кружатся, как в хороводе на Радунице
В Орле «на Рождество, Новый год и в день Крещения хозяин дома брал горшок с огнём и куль соломы; попрощавшись с домашними, он отправлялся на огород; здесь он сперва полагал три поклона лицом к востоку, потом зажигал сноп соломы с ладаном и приговаривал: „Ты, святой ладонок и серенький дымок, несись на небо, поклонись там моим родителям, расскажи им, как все мы здесь поживаем!“».
В селах Болховец Белгородского уезда и Лучки Корочанского уезда, а также в селе Талицкий Чамлык (Тамбовский уезд) обряд справлялся на Святках и состоял в обрядовом жжении соломы и назывался «жечь перины» или «греть покойников».